# 玉成保育専門学校
玉成保育専門学校（ぎょくせいほいくせんもんがっこう）は、東京都杉並区にある私立専修学校。運営母体は、学校法人アルウィン学園。文部科学省・厚生労働省認可校で、２年間の授業で幼稚園教諭2種と保育士の2つの資格が、卒業と同時に取得可能。同じ建物内に、保育センターこどもの木かげ玉成幼稚園、野のはな空のとり保育園、玉成保育専門学校という3つの育ちの場がある。実習期間以外でも同じ建物内の幼稚園・保育園で、保育体験ができる「プラクティカルスタディ」やフレンドリーウィーク、合同防災訓練、木かげ運動会などのさまざまな行事をこどもたちと一緒に行うことができるのが特徴。

## 沿革
- 1916年 - 東京市麹町区（現千代田区麹町）土手三番町16番地に、私立玉成保姆養成所として開校。並びに幼稚園を併設。 ベラ・アルウィン（ロバート・W・アーウィンの長女）が初代の所長兼園長となる.
- 1923年 - 関東大震災により、保姆養成所は小石川区（現文京区小石川）原町101番地に移転。 幼稚園は麹町区上二番町39番地に移転。
- 1926年 - 玉成保姆養成所付属玉成幼稚園として認可される。
- 1927年 - 保姆養成所と幼稚園を東京府下西高井戸字南133番地に新築し移転。 託児科及び研究科を併設。
- 1948年 - 学制改革により、アルウィン学園玉成高等保育学校と改称。財団法人アルウィン学園を設立。
- 1950年1月 - 東京教育大学が指導校となる。
- 1952年7月 - 杉並区松庵南町15番地に校舎移転。
- 1957年6月 - 学制改革に基づき、2年制となる。お茶の水女子大学が指導承認校となる。
- 1959年 - 学校法人アルウィン学園となる。
- 1972年 - 厚生省により、保母資格証明の認可校になる。
- 1977年 - 玉成保育専門学校と改称。 新校舎（現在校舎）完成。
- 1990年 - 幼稚園教員養成機関として、文部省より永久承認を受ける。
- 2002年 - 新校舎増設。

## 運営主体
- 学校法人アルウィン学園 - 法人名は、創始者であるソフィア・アラベラ・アルウィンに因む。

## 学科
- 保育専門課程　保育学科

## 取得資格・免許状
- 保育士資格
- 幼稚園教諭二種免許状

## 学園祭
- アルウィン祭が行われている。

## 就職実績
- 幼稚園・保育園への就職者が大半である。

## 所在地
- 東京都杉並区松庵1-9-33

## アクセス
- 京王電鉄井の頭線三鷹台駅下車徒歩約5分